# Nørre Galten
 Ikke at forveksle med Galten.
Nørre Galten er en landsby i Østjylland med 205 indbyggere  (2024). Nørre Galten er beliggende to kilometer nord for Hadsten og 14 kilometer syd for Randers. Byen ligger i Region Midtjylland og tilhører Favrskov Kommune.
Nørre Galten er beliggende i Nørre Galten Sogn og Nørre Galten Kirke ligger i byen.